# 天主教勒皮教區
天主教勒皮教區（拉丁語：Dioecesis Aniciensis）是法國一個羅馬天主教教區，屬克萊蒙總教區。
教區傳統上被認為成立於3世紀。1801年按1801年教務專約被撤銷，1822年10月6日恢復。
教區位於上盧瓦爾省，2004年有教友190,000人（佔轄區總人口90.9%）、284個堂區、191名司鐸。現任教區主教為亨利·布林卡爾。